# ジェイ・ウォルター・トンプソン
ジェイ・ウォルター・トンプソン（英: J. Walter Thompson）は、かつて存在した世界第1位の広告会社グループであるWPPグループの中核をなす広告代理店。世界初の広告代理店として1864年にアメリカ合衆国ニューヨーク州ニューヨーク市に本社を置き、90ヶ国を超える国々に200以上のオフィスを持っていた。2018年にワンダーマンと合併し消滅。

## 歴史
- 1864年 ジェイ・ウォルター・トンプソン（JWT）は、世界初の広告会社としてニューヨークでWilliam James Carltonによって設立
- 1877年 James Walter Thompsonにより社名をジェイ・ウォルター・トンプソン・カンパニー（The J. Walter Thompson Company）に変更
- 1956年 日本オフィスが東京で創立（外資系広告代理店として世界初の日本への参入）
- 2005年 JWTへ社名変更
- 2014年 The J. Walter Thompson Companyへ社名を戻す（創業150周年）
- 2018年 ワンダーマンと合併し、消滅。